# Hans Otto Stern
Hans Otto Stern (* 16. Februar 1901 in Breslau, Deutsches Kaiserreich; † 16. Juli 1956 in Sydney, Australien) war ein deutscher Schauspieler.

## Leben
Hans Otto Stern wurde 1901 in Breslau geboren.
1931 hatte Stern bei dem Film Gesangverein Sorgenfrei erstmals eine Rolle inne. 1939 wanderte er nach Australien aus.

## Filmografie
- 1931: Gesangverein Sorgenfrei
- 1931: Die Koffer des Herrn O.F.
- 1932: Das Abenteuer der Thea Roland
- 1933: Achten Sie auf Meyer
- 1933: Hitlerjunge Quex
- 1933: Keine Angst vor Liebe